# شورای کلیساها در خاورمیانه
شورای کلیساها در خاورمیانه (عربی: مجلس كنائس الشرق الأوسط) مستقر در بیروت، پایتخت لبنان است، و یک هیئت مذهبی است متشکل از چهار خانواده کلیسا در خاورمیانه شامل ارتدوکس و ارتدوکس مشرقی و انجیلی و کاتولیک می‌باشد. این شورا دارای دفاتر دیگر در قاهره، لیماسول، عمان، قدس و تهران می‌باشد.

## هدف
هدف شورا ارتقاء روح وحدت مسیحی در میان کلیساهای مختلف منطقه است و آنها را از طریق گفتگو و از طریق مطالعات و پژوهش‌های مشترک که سنت‌های کلیساهای عضو را شرح می‌دهد و نیز برپایی نمازهای مشترک، به ویژه در هفته دعا برای ایجاد وحدت بین کلیساهای مسیحی را ترویج می‌کند.
حمایت از حقوق بشر و حمایت از عدالت و برابری در خاورمیانه نیز از اولویت‌های شورا است.

## تاریخچه
هنگامی که این شورا در سال ۱۹۷۴ تأسیس شد، شامل خانواده ارتدوکس، ارتدوکس شرقی و انجیلی بود و بعداً در سال ۱۹۹۰، خانواده کاتولیک با هفت کلیسا در منطقه به آن پیوستند.

## دبیرکل شورا
اولین دبیرکل شورا، کشیش آلبرت لستورو بود که از ۱۹۷۴ تا ۱۹۷۷ در این موقعیت ادامه داشت و از سال ۱۹۷۷ تا ۱۹۹۴ گابریل حبیب به جانشین وی گمارده شد. پس از آن، کشیش، ریاض جرج، از سال ۱۹۹۴ تا ۲۰۰۳  انتخاب شد. وی از سالهای ۲۰۰۳ تا ۲۰۱۱ پروفسور جرجیس صالح انتخاب شد؛ که به عنوان دبیرکل افتخاری منصوب شد و پدر، دکتر پول روحنا مسئولیت دبیرخانه شورا را بر عهده گرفت.

## کلیساهای عضو شورا

### خانواده کلیساهای ارتدوکس
- کلیسای ارتدکس یونانی انطاکیه

### خانواده کلیساهای ارتدوکس مشرقی
- ارتدکس قبطی
- کلیسای ارتدکس سریانی
- کلیسای حواری ارمنی

### خانواده کلیساهای کاتولیک
- کلیسای مارونی
- کلیسای روم پادشاهی کاتولیک
- کلیسای قبطی کاتولیک
- کلیسای سریانی کاتولیک
- کلیسای کاتولیک کلدانی
- پاتریک لاتین (اورشلیم)
- کلیسای کاتولیک ارمنی